# Federacja Arabii Południowej
Federacja Arabii Południowej – historyczna struktura państwowa pod protekcją brytyjską. Utworzona 4 kwietnia 1962 roku z 15 stanów Federacji Arabskich Emiratów Południa. 18 stycznia 1963 roku nastąpiło połączenie z kolonią Aden. W czerwcu 1964 roku dołączył jeszcze Górny Sułtanat Aulaqi, tworząc 17. stan. Federacja przestała istnieć 30 listopada 1967 roku po uzyskaniu niepodległości wraz z Protektoratem  Arabii Południowej i przekształciła się w Ludowo-Demokratyczną Republikę Jemenu.

## Stany Federacji
- Aden
- Alawi
- Aqrabi
- Audhali
- Beihan
- Dathina
- Dhala
- Fadhli
- Haushabi
- Lahidż (Lahej)
- Dolny Aulaqi
- Dolny Yafa
- Maflahi
- Shaib
- Górny Szejkanat Aulaqi
- Górny Sułtanat Aulaqi
- Wahidi